# يانغ تشو
يانغ تشو (21 أبريل 1992 في الصين - ) (بالصينية: 杨舟) هي لاعبة كرة طائرة الصين في مركز ضارب خارجي ‏.